# Баяннур
Баяннур (кит. 巴彦淖尔市, пін. Bāyànnào'ĕr Shì) — місто-округ в автономному регіоні Внутрішня Монголія.

## Географія
Баяннур лежить на північ від пустелі Ордос у межах гірського пасма Їньшань..

### Клімат
Місто знаходиться у зоні, котра характеризується кліматом пустель помірного поясу. Найтепліший місяць — липень із середньою температурою 22.8 °C (73 °F). Найхолодніший місяць — січень, із середньою температурою -10 °С (14 °F).
| Клімат Баяннура (сел. Ланшань) | Клімат Баяннура (сел. Ланшань) | Клімат Баяннура (сел. Ланшань) | Клімат Баяннура (сел. Ланшань) | Клімат Баяннура (сел. Ланшань) | Клімат Баяннура (сел. Ланшань) | Клімат Баяннура (сел. Ланшань) | Клімат Баяннура (сел. Ланшань) | Клімат Баяннура (сел. Ланшань) | Клімат Баяннура (сел. Ланшань) | Клімат Баяннура (сел. Ланшань) | Клімат Баяннура (сел. Ланшань) | Клімат Баяннура (сел. Ланшань) | Клімат Баяннура (сел. Ланшань) |
| Показник                       | Січ.                           | Лют.                           | Бер.                           | Квіт.                          | Трав.                          | Черв.                          | Лип.                           | Серп.                          | Вер.                           | Жовт.                          | Лист.                          | Груд.                          | Рік                            |
| Середній максимум, °C          | −3                             | 0                              | 8                              | 17                             | 24                             | 28                             | 30                             | 27                             | 22                             | 15                             | 5                              | −2,2                           | 14                             |
| Середня температура, °C        | −10                            | −6                             | 1                              | 9                              | 16                             | 21                             | 23                             | 21                             | 15                             | 8                              | 0                              | −7                             | 7                              |
| Середній мінімум, °C           | −16                            | −13                            | −6                             | 1                              | 8                              | 13                             | 16                             | 15                             | 8                              | 1                              | −6                             | −13                            | 0                              |
| Норма опадів, мм               | 1                              | 1                              | 3                              | 7                              | 9                              | 12                             | 35                             | 42                             | 17                             | 9                              | 2                              | 0                              | 138                            |
| ------------------------------ | ------------------------------ | ------------------------------ | ------------------------------ | ------------------------------ | ------------------------------ | ------------------------------ | ------------------------------ | ------------------------------ | ------------------------------ | ------------------------------ | ------------------------------ | ------------------------------ | ------------------------------ |
| Джерело: Weatherbase           |                                |                                |                                |                                |                                |                                |                                |                                |                                |                                |                                |                                |                                |

## Адміністративний поділ
Префектура поділяється на 1 район, 2 повіти і чотири хошуни:
| Карта | Карта                | Карта      | Карта            |
| --- | -------------------- | ---------- | ---------------- |
| Урад – · Задній стяг Урад – · Середній стяг ① ② ③ Уюань Урад – · Передній стяг ① Денкоу ② Хангін – Задній стяг ③ Ліньхе |                      |            |                  |
| Статус | Назва                | Оригінал   | Населення (2020) |
| Район | Ліньхе               | 临河区     | 582 206          |
| Повіт | Денкоу               | 磴口县     | 90 196           |
| Повіт | Уюань                | 五原县     | 224 809          |
| Хошун | Хангін – Задній стяг | 杭锦后旗   | 217 573          |
| Хошун | Урад – Задній стяг   | 乌拉特后旗 | 53 946           |
| Хошун | Урад – Передній стяг | 乌拉特前旗 | 257 826          |
| Хошун | Урад – Середній стяг | 乌拉特中旗 | 112 159          |